# Friede von Anagni

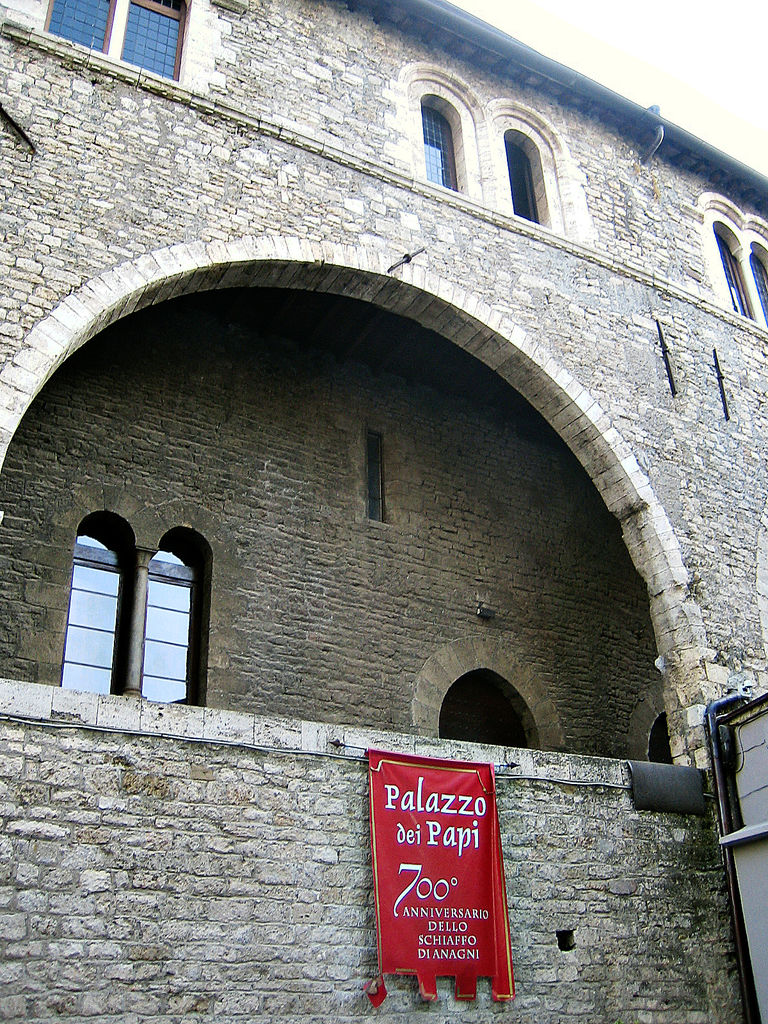
Der Palast von Bonifaz VIII. in Anagni

Der Friede von Anagni, auch Vertrag von Anagni genannt, wurde am 24. Juni 1295 unterzeichnet und bildete den Abschluss einer Reihe von Auseinandersetzungen zwischen dem Königreich Aragón und der französischen Krone sowie dem in Neapel residierenden Haus Anjou auf Vermittlung des Papstes Bonifaz VIII. Der Papst, der in Anagni seine Sommerresidenz hatte, verfolgte bei der aus dem Vertrag resultierenden Neuordnung der Machtverhältnisse in Italien und im Mittelmeerraum, besonders aber im Streit um das Königreich Sizilien, eigene Interessen.
Beteiligte waren, neben dem Papst und der römischen Kurie, König Jakob II. von Aragón, König Philipp IV. von Frankreich und Karl II. von Anjou-Neapel.
Die einzelnen Vertragspunkte knüpften weitgehend an die Vereinbarungen von Tarascon an. Jakob II. von Aragón verzichtete auf das Königreich Sizilien und überantwortete es der päpstlichen Verfügungsgewalt. Dafür wurden seine  Kirchenstrafen aufgehoben und die Übertragung seiner Herrschaftsansprüche in Aragón an seinen Vetter Karl I. von Valois rückgängig gemacht. Für den Verzicht auf Sizilien erhielt er von Bonifaz VIII. die Zusage, mit den Königreichen Korsika und Sardinien investiert zu werden; diese befanden sich allerdings noch in der Hand der Genuesen.
Um dem Vertrag Dauerhaftigkeit zu verleihen, heiratete Jakob II. Blanche von Anjou, die Tochter seines früheren Gegners Karl II. von Anjou-Neapel, und unterstützte diesen gegen seinen eigenen Bruder Friedrich II. bei der Rückeroberung des Königreichs Sizilien, die aber nicht gelang. Diese Frage konnte erst 1302 im Frieden von Caltabellotta gelöst werden.